# Wyhlen (przystanek kolejowy)
Wyhlen – przystanek kolejowy w Wyhlen (gmina Grenzach-Wyhlen), w kraju związkowym Badenia-Wirtembergia, w Niemczech. Przystanek posiada 2 perony.

## Połączenia
Na przystanku zatrzymują się pociągi Regionalbahn.
Połączenia (stacje końcowe):
- Bazylea
- Lauchringen
- Singen (Hohentwiel)
- Waldshut-Tiengen